# 레겐스도르프
레겐스도르프(독일어: Regensdorf)는 스위스 취리히주의 딜스도르프구에 있는 자치체이다. 푸르탈 (ZH) 지역에서 가장 큰 도시이다.
카츤제(Katzensee)는 취리히시의 아폴테른 분기와 경계에 있는 바트/리도 제바트 카츤제를 포함하는 호수이다.

## 역사
레겐스도르프는 870년에 Reganesdorf로 처음 언급되었다. 931년에는 바트(Wat)로, 1040년에는 Adalinchova로 언급되었는데, 아마도 알트-레겐스 베르그성은 레겐스베르그 가에 의해 지어졌을 것이다.

## 지리

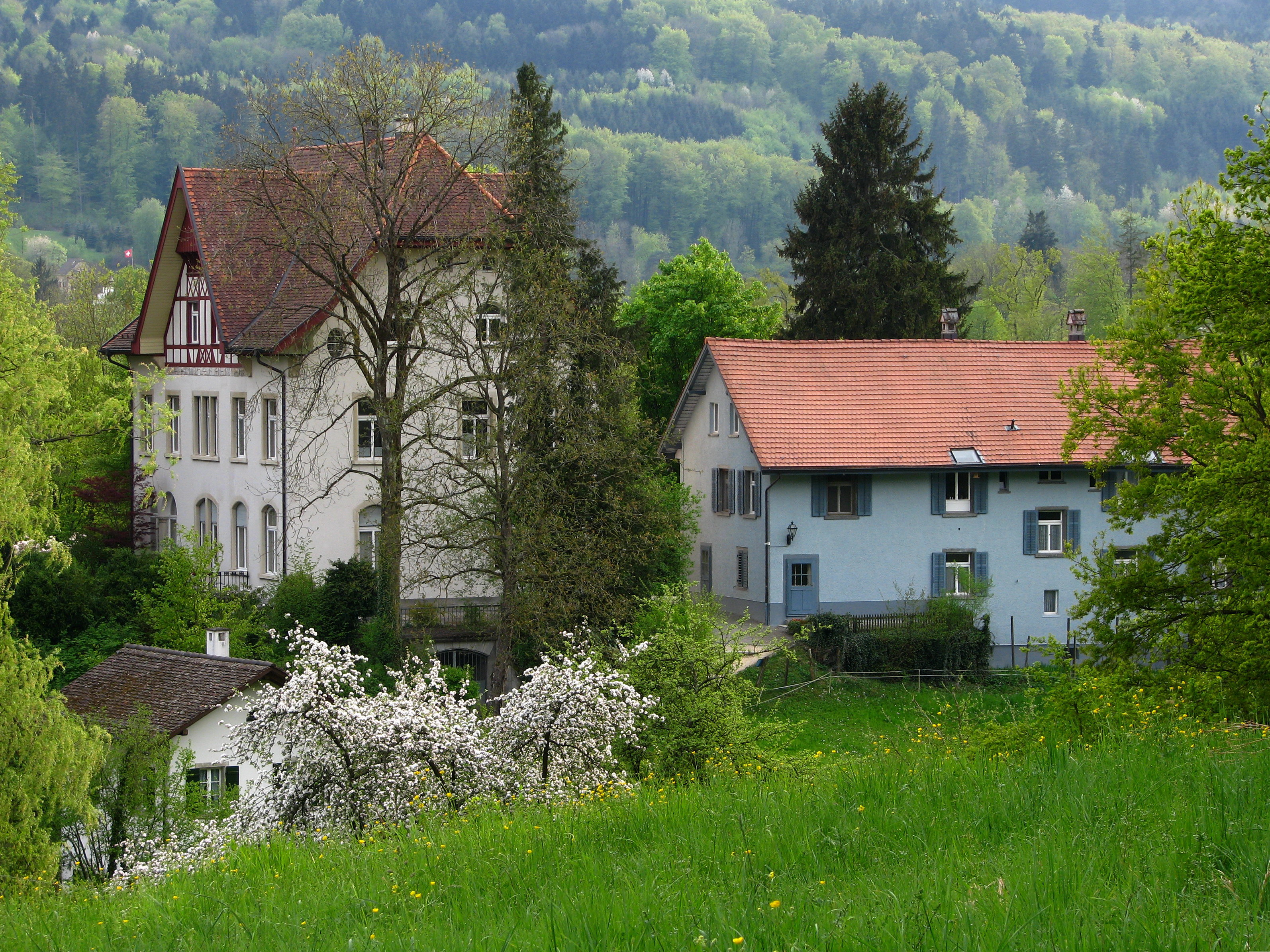
카츤제의 구트 카츤제

레겐스도르프의 면적은 14.6k㎡이다. 이 면적 중 43.5%는 농업용으로 사용되며, 23.6%는 산림이다. 나머지 토지 중 30.6%는 정착지(건물 또는 도로)이고, 나머지(2.3%)는 불모지(강, 빙하 또는 산)이다.
시정촌은 푸르트바흐 (푸르트 시내)의 양쪽에 있다. 그것은 바트의 마을(오버도르프, 알트부르크, 카첸제 및 노이-하르트의 마을을 차례로 포함), 아들리콘 및 레겐스도르프(알트-하르트 및 가이스베르크의 작은 마을 포함)로 구성된다.

## 인구통계
2020년 12월 31일 기준, 레겐스도르프의 인구는 18,568명이다. 2007년 기준으로 전체 인구의 31.4%가 외국인이다. 지난 10년 동안 인구는 16.5%의 비율로 증가했다. 2000년 기준, 대부분의 인구는 독일어(77.8%)를 사용하며, 이탈리아어가 두 번째로 많이 사용(5.6%)되고, 알바니아어가 세 번째(3.9%)로 사용된다.
2007년 선거에서 가장 인기 있는 정당은 48.2%의 득표율을 기록한 SVP였다. 다음으로 가장 인기 있는 세 정당은 SPS (16.5%), FDP (9.5%), CVP (8.7%)였다.
인구의 연령분포(2000년 기준)는 어린이와 청소년(0~19세)이 전체 인구의 21.7%, 성인(20~64세)이 67.7%, 노인(64세 이상)이) 10.6%를 차지한다. 레겐스도르프에서는 인구의 약 65.6%(25-64세)가 비필수 고등교육 또는 추가 고등교육(대학 또는 응용학문대학)을 완료했다.
레겐스도르프의 실업률은 3.39%이다. 2005년 기준으로 1차 경제 부문에 97명이 고용되어 있으며, 이 부문에 약 30개 기업이 참여하고 있다. 2,418명이 2차 부문에 고용되어 있고, 이 부문에 163개의 기업이 있다. 6,321명이 3차 부문에 고용되어 있으며, 이 부문에는 626개의 기업이 있다.
역사적 인구는 다음 표에 나와 있다.
| 년도 | 인구       |
| ---- | ---------- |
| 1468 | 97 23 가구 |
| 1634 | 553        |
| 1850 | 1,201      |
| 1880 | 1,020      |
| 1950 | 2,093      |
| 1970 | 8,566      |
| 2000 | 14,628     |

## 교통

### 버스
레겐스도르프는 버스 노선 451(레겐스도르프 첸트룸에서 아들리콘까지), 452(레겐스도르프 첸트룸에서 레겐스도르프 Moosächer까지), 453(레겐스도르프 바트에서 아들리콘까지), 454(레겐스도르프 알멘트에서 레겐스도르프 바트까지), 456(딜스도르프에서 레겐스도르프 바트까지), 485(취리히 알트슈테텐에서 부흐스까지) 및 491(휘티콘에서 취리히 첸텐하우스플라츠까지).

### S-반
레겐스도르프-바트역은 S6, S21, SN6 노선이 있는 취리히 S-반의 정류장이다.

#### S6
S6 노선에는 05:26부터 00:21까지 30분 간격으로 열차가 있다.
- 인바운드, 기차 정차: 취리히 아폴테른, 취리히 제바흐, 취리히 욀리콘, 취리히 하르트브뤼케, 취리히 중앙역, 취리히 슈타델호펜, 취리히 티펜브루넨, 촐리콘, 퀴스나흐트 골드바흐, 퀴스나흐트 ZH, 에를렌바흐 ZH, 빈켈 암 취리히제, 헤를리베르크-펠트마일렌, 마일렌, 외티콘(종점)

취리히 욀리콘과 헤를리베르크-펠트마일렌 사이에서 S6은 S16과 결합하여 15분마다 한 대의 열차를 운행한다.
- 아웃바운드 정류장: 부흐스-델리콘, 오텔핑엔 골프파크, 올텐핑엔, 뷔렌로스, 베팅엔, 바덴 (종점).

#### S21
S21선에는 6시 31분부터 8시 1분까지 30분 간격으로 열차가 있다. 새로운 DML 터널을 활용한다.
이 서비스는 평일 피크타임에 운영된다. 하루에 각 방향으로 총 8대의 열차가 있다. (아침에는 인바운드 열차가, 저녁에는 아웃바운드 열차가 취리히 제바흐를 우회한다.)
레겐스도르프를 오가는 정류장:
- 출발지 : 취리히 중앙역, 취리히 하르트브뤼케, 취리히 올리콘, (취리히 제바흐), 취리히 아폴테른 .
- 인바운드: 취리히 아폴테른, (취리히 제바흐), 취리히 욀리콘, 취리히 하르트브뤼케, 취리히 중앙역 (종점).

#### SN6
취리히 티펜브루넨과 레겐스도르프-바트 사이를 단일 서비스로 운행하는 야간열차인 SN6도 있다. 00:56에 티펜브루넨에서 출발하여 7정거장 후 01:21에 레겐스도르프-바트에 도착한다.
레겐스도르프-바트까지 SN6 경로: 취리히 티펜브루넨, 취리히 슈타델호펜, track 1, 취리히 중앙역, 취리히 하르트브뤼케, 취리히 욀리콘, 취리히 제바흐, 취리히 아폴테른.

### 트롤리버스
가장 가까운 취리히 무궤도 전차 옵션은 횡크에서 남동쪽으로 약 2.1km 떨어진 기링 거리와 뤼티호프 거리 교차로에서 접근할 수 있는 46번 노선이다.

## 스포츠
아마추어 축구 클럽인 FC 레겐스도르프는 비제커 거리의 Sportanlage Wisacher에서 플레이한다. 2019-20 시즌 현재, 그들은 스위스 축구 6부 리그인 2. 리가에 있다.